# Moodachintapalli, Chintamani
Moodachintapalli là một làng thuộc tehsil Chintamani, huyện Chikkaballapur, bang Karnataka, Ấn Độ.